# Ismailismo

Caligrama del león Ismaíl.

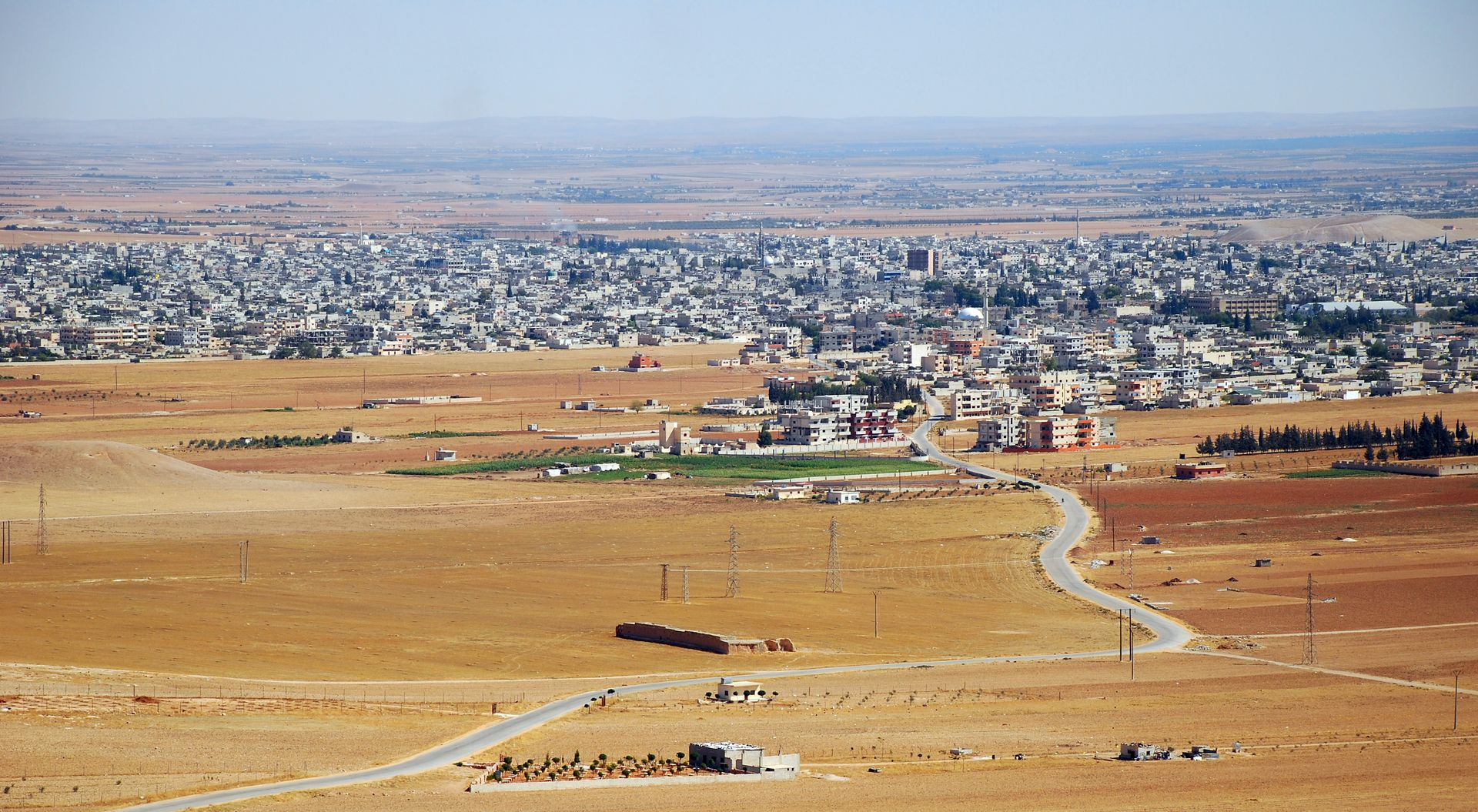
Salamíe, Siria, uno de los centros principales del ismailismo en la actualidad.

El ismailismo (en árabe: الإسماعيليون‎, romanizado: al-Ismāʿīliyyūn; en persa: إسماعیلیان‎, romanizado: Esmāʿiliyān) es una corriente religiosa islámica de la rama chiita. El nombre de ismailíes proviene del hecho de que acepten al Imán Isma‘il ibn Yá‘far como el sucesor espiritual escogido (imán) de Yá‘far as-Sádiq, punto en el que difieren de los imamíes o duodecimanos, quienes aceptan a Musa ibn Ya'far, hermano menor de Ismaíl, como el imán verdadero.
El ismailismo creció hasta convertirse en un punto en la rama más grande del chiismo, llegando a su ápice como poder político con el Califato Fatimí entre los siglos X y XII d. C.. Los ismailíes creen en la unidad (unicidad) de Dios (tawhid), así como en que la revelación divina se cerró con Mahoma, a quien ven como «el Profeta final y el Mensajero de Dios para toda la humanidad». Tanto los ismailíes como los imamíes aceptan a los mismos imanes iniciales.
Tras la muerte de Muhammad ibn Ismaíl en el siglo VIII d. C., las enseñanzas del ismailismo se transformaron en el sistema de creencias que existe hoy, con una concentración explícita en el significado esotérico más profundo (Al-Batin) de la religión islámica. Con el eventual desarrollo del chiismo imamí en las escuelas de pensamiento ajbaríes y luego usulíes, de orientación más literalista (zahir), el islam chií se desarrolló en dos direcciones diferentes: el grupo metafórico ismailí enfocado en el camino místico y la naturaleza de Dios, con el «Imán del Tiempo» representando la manifestación de la verdad esotérica y la realidad inteligible, y el grupo imamí o duodecimano más literalista y enfocado en la ley divina (sharia) y las acciones y dichos (sunna) de Mahoma y los Doce Imanes, quienes fueron guías y una luz (Nūr) hacia Dios.
El pensamiento ismailí ha sido significativamente influido por el neoplatonismo.
Si bien hay muchas ramas o caminos (tariqa) dentro del ismailismo, como los Musta'líes y los Tayyibíes, el término actual en el habla común se refiere en general a los Nizaríes, quienes reconocen a Aga Khan IV como el 49.º imán hereditario y son el grupo ismailí más numeroso. En los siglos recientes, los ismailíes han sido predominantemente una comunidad pakistaní e india, si bien también se les encuentra en Bangladés, Malasia, Siria, Irán, Arabia Saudita, Yemen, Jordania, Irak, África Oriental, Angola, Líbano y Sudáfrica, y en años recientes han emigrado a Europa, Canadá, Australia, Nueva Zelanda, los Estados Unidos y Trinidad y Tobago. También hay un número significativo de ismailíes en Asia Central.

## Historia

### Crisis por la sucesión
El ismailismo comparte sus inicios con otras sectas chiitas tempranas que aparecieron durante la crisis por la sucesión de Mahoma que se expandió a lo largo de la comunidad musulmana temprana. Desde el comienzo los chiitas enfatizaron el derecho de Ali, primo y yerno de Mahoma, a tener el control político y espiritual de la comunidad. Esto incluía también a sus dos hijos, que eran nietos de Mahoma por medio de su hija Fátima.
El conflicto se mantuvo relativamente en paz entre los partidarios de Ali y aquellos que preferían un sistema semidemocrático de elección de los califas, hasta que el tercero de los califas ortodoxos, Uthmán, fue asesinado, y Ali, con el apoyo popular, ascendió al trono del califato.
Al poco tiempo de ascender al trono, Aisha, la tercera esposa de Mahoma, aliada con la tribu de Uthmán, los omeyas, exigió que Ali tomara qisas (sangre por sangre) de todas las personas responsables por la muerte de Uthmán. Ali se opuso, creyendo que la situación en el momento requería de una resolución pacífica del asunto. Si bien ambos bandos podían defender sus perspectivas en justo derecho, tras una serie de malentendidos estalló un conflicto armado que tuvo su clímax en la Batalla del Camello, en la que Aisha fue derrotada, si bien fue respetuosamente enviada junto con una escolta a Medina.
Tras la batalla, Mu'awiya I, para entonces gobernador omeya de Siria, organizó una revuelta bajo las mismas pretensiones. Ali lideró sus fuerzas contra Mu'awiya hasta que según la tradición el bando de Mu'awiya sostuvo copias del corán contra sus lanzas y exigió que el asunto fuera dirimido por las santas escrituras del islam. Ali aceptó esto, y se llevó a cabo una arbitración que terminó en su favor.
Un grupo dentro de las tropas de Ali, sin embargo, se resintió con tal decisión, pues creía que haber dejado sujeta su autoridad legítima a la arbitración era equivalente a la apostasía, y decidieron abandonar sus ejércitos. Este grupo fue conocido como los jariyíes, y Ali deseaba derrotar sus fuerzas antes de que llegaran a las ciudades, donde podrían ser capaces de esconderse entre el resto de la población. Aunque Ali fue incapaz de evitar esto, les derrotó en batallas que siguieron.
No obstante, los jariyíes sobrevivieron a tales derrotas y se convirtieron en un grupo violentamente problemático en la historia islámica. Tras planear asesinatos contra Ai, Mu'awiya y el árbitro del conflicto, un jariyí logró asesinar a Ali en 661 d. C. El imanato pasó entonces a manos de su hijo Hasan y posteriormente a las de su otro hijo, Husáin. De acuerdo con la tradición ismailí nizarí, Hasán fue «un imán encomendado». Husáin, por su parte, era el «imán permanente».

### Comienzos del ismailismo
El origen del ismailismo se remonta a la muerte, en 765, del sexto imán chiita y las discusiones a propósito de su sucesión. Dicho imán, Ya‘far as-Sadiq, había nombrado sucesor a su primogénito Isma'il ibn Yá'far (Ismael), pero este murió unos años antes que su padre. La parte de la comunidad chií que más adelante formará la rama de los imamíes decidió que le sucediera su otro hijo, Musa al-Kazim, como séptimo imán. El grupo llamado después ismailí, sin embargo, no admitió la muerte de Ismaíl y extendieron la creencia de que en cambio este se había ocultado y que volvería al final de los tiempos como Mahdi.
Los historiadores no ismailíes reconocen que la ocultación en realidad pretendía resolver los problemas derivados de la figura del imán como líder político, puesto que los imames chiíes eran duramente perseguidos por el poder califal de Bagdad y acababan invariablemente muertos o encarcelados. Al "ocultarse", el imán adquiría una fuerte y exclusiva dimensión espiritual y los fieles tenían más libertad de movimientos para adoptar posiciones respecto al poder político imperante. Muy perseguidos, los ismailíes siguieron venerando en secreto a su imán oculto al tiempo que hacían un proselitismo muy activo, primero en Oriente Medio y luego en el resto del mundo musulmán. Consiguieron establecer un pequeño Estado en Túnez gracias a la adhesión de algunas tribus bereberes y de ahí se lanzaron a la conquista de Egipto, donde fundarán la dinastía fatimí. Otros ismailíes, llamados cármatas, se separaron en el año 899 y rechazaron la autoridad de los califas-imames fatimíes, fundando un Estado en Baréin, distinguiéndose por un uso extraordinario de la violencia. Este estado cármata colapsó en el año 1077 (d. C.)
El temprano éxito del movimiento ismailita culminó pues en la fundación del Califato Fatimí en África del Norte en el año 296 a.H. (909 d. C.). Abdullah al-Mahdi (muerto en el año 934 d. C.) y sus sucesores en el imanato ismailí gobernaron como califas fatimíes sobre un estado importante que pronto se convirtió en un imperio extendiéndose desde el norte de África hasta Egipto, Palestina y Siria. El periodo fatimí fue la "era dorada" del ismailismo cuando el pensamiento y la literatura ismailíes hicieron contribuciones importantes a la civilización islámica, especialmente después de que el califato fatimí se moviera a El Cairo, ciudad misma que fue fundada por los fatimíes en el año 969 (d. C.).
Los fatimíes, por su parte, tuvieron un cisma en 1094, a la muerte del califa Al-Mustánsir, quien fuera el octavo califa fatimí y decimoctavo imán ismailí. La disputa surgió con respecto a quién debería ser el sucesor de Al-Mustánsir, cargo que se disputaron sus hijos Nizar (muerto en 1095 d. C.), quien fue designado originalmente, y Al-Musta'li, quien fue instalado en el trono gracias a las maquinaciones del visir fatimí Al-Afdal Shahanshah quien le proclamó al trono en lugar del mayor al-Nizar. Como resultado, la dawwa y la comunidad unificada ismailí se fracturó en dos grupos rivales: nizaríes y musta'líes. La organización de la dawwa en El Cairo, así como las comunidades musulmanas en Yemen y en el Guyarat, en el occidente de la India, apoyaron la proclamación de al-Musta'li. Los ismailíes de Irán y los territorios adyacentes, que para entonces estaban bajo el liderazgo de Hasan-i Sabbah, apoyaban el derecho de Nizar al imanato ismailí.
Con la muerte del califa-imán fatimí al-Amir (1101-1130 d. C.), los ismalíes musta'líes se subdivieron a su vez en las ramas hafizí y tayyibí. Los ismailíes hafizíes, quienes reconocían a al-Hafiz (1130-1149) y a los últimos califas fatimíes como sus califas, desaparecieron completamente después de que la dinastía fatimí fuera arrancada de raíz en el año 1171 por Saladino, el fundador de la dinastía ayubí y quien defendía la causa del sunismo. Entre tanto, los ismailíes tayyibíes establecieron una fortaleza en Yemen. Para finales del siglo XVI, los ismailíes tayyibíes se dividieron en las ramas da'udí (Dawoodi) y sulaymaní, respecto a la cuestión de quién era el sucesor legítimo al vigésimo sexto Da'i al-Mutlaq (la autoridad más alta de la fe en ausencia de un imán), Da'ud ibn 'Ajabshah. Para ese momento, los tayyibíes de la India, conocidos localmente como los Bohras, soprepasaban ya en gran número a sus correligionarios en Yemen. Los tayibíes da'udíes y sulaymaníes han seguido diferentes linajes de Da'is. Los Bohras Da'udíes, quienes representan la gran mayoría de tayyibíes, se han dividido a su vez en varios grupos, el más grande de los cuales tiene alrededor de 800 000 fieles.
La captura de la fortaleza de Alamut en el norte de Irán en el año 1090 por parte de Hassan-i Sabbah marcó la fundación efectiva de lo que habría de convertirse en el estado ismailí nizarí de Irán y Siria. De esta manera, los nizaríes adquirieron prominencia política bajo el liderazgo de Hassan-i y sus siete sucesores en Alamut. En el año 1094, Hassan-i fundó también la dawwa nizarí independiente y rompió sus lazos con el Egipto fatimí. El estado nizarí estaba compuesto de una red de fortalezas y ciudades en varias regiones de Irán y Siria, justo en medio del sultanato selyúcida. Rodeado por los abasíes y otros poderoes hostiles y con pocas tropas, Hassan-i ideó una forma de atacar a sus enemigos con mínimas bajas. Usando el método del asesinato, ordenó las muertes de escolares y políticos suníes que sentía amenazaban a los ismailíes. Se usaban cuchillos y dagas para matar, y un cuchillo era depositado ocasionalmente como advertencia en la almohada de un suní, quien sabía que el mensaje significaba que había sido amenazado de muerte. Cuando un asesinato se llevaba a cabo, el hashashin no debía escapar sino que, para generar más miedo entre los enemigos, debía quedarse de pie cerca de la víctima sin mostrar emoción alguna y marcharse solo cuando fuera descubierto el cuerpo. Esto aumentó la reputación de despiadados de los hashashin a lo largo de los territorios controlados por los suníes. Se dice que la palabra 'asesino' proviene del árabe hashashin, que significaba "los que usan hachís" y que se usaba también parar referirse a los ismailíes en Siria en el siglo XI.
La revolución armada de Hassan-i en contra de los turcos selyúcidas, cuyo gobierno extranjero era detestado por los iraníes, no tuvo éxito, pero tampoco tuvieron éxito los selyúcidas en destruir las comunidades y fortalezas de los Nizaríes, a pesar de su superior poder militar. En efecto, se desarrolló un punto muerto entre los Nizaríes y sus muchos enemigos hasta que su estado en Irán fue destruido por los Mongoles liderados por Hulagu Kan en el año 1256. Los nizaríes de Siria, que tuvieron numerosos enfrentamientos con los cruzados y con Saladino, entre otros, fueron después conquistados por los mamelucos, dirigidos por el sultán Baibars. Los nizaríes iraníes elaboraron sus propias enseñanzas y adoptaron el idioma persa como su lengua religiosa, prefiriéndola sobre el árabe. También establecieron bibliotecas en Alamut, el cuartel general del estado y la dawwa nizaríes, y en otras fortalezas en las montañas, extendiendo también su patronaje del aprendizaje a escolares extranjeros.
Los ismailíes nizaríes sobrevivieron a la destrucción de su estado. Inicialmente, por unos dos siglos, se mantuvieron desorganizados y se desarrollaron de manera independiente en comunidades dispersas, adoptando también el disfraz de ser sufíes para protegerse contra la persecución. Durante el reavivamiento de Anyudan, en el periodo histórico post-Alamut que duró alrededor de dos siglos empezando a mediados del siglo XV, los imanes nizaríes emergieron en la ciudad de Anyudan en la provincia de Markazí en el centro de Irán y establecieron cada vez más control sobre varias comunidades de sus seguidores, reviviendo también las actividades misioneras y literarias nizaríes. A la vez, los nizaríes de Irán y los territorios adyacentes retenían varias prácticas diferentes de disimulación (taqiyya) como medida de precaución, haciéndose pasar por sufíes o imamíes, la religión oficial del Irán safávida. El reavivamiento de Anyudan tuvo particular éxito en Asia Central y Asia del Sur, donde gran número de hindúes se convirtieron en las regiones de Sind, Guyarat y otras. Los nizaríes de la India empezaron a ser conocidos localmente como Khojas y desarrollaron una tradición indígenada, llamada "Satpanth" o camino verdadero. Los nizaríes de Badajsán (ahora dividida entre Tayikistán y Afganistán), han preservado numerosas colecciones de manuscritos ismailíes persas. Los nizaríes khojas, junto con los bohras tayyibíes, fueron una de las primeras comunidades asiáticas en asentarse en África Oriental en el siglo XIX. A partir de los años setenta muchos ismalíes africanos orientales emigraron a occidente. Bajo el liderazgo de sus dos últimos imanes, el Sultán Mahommed Shah, Aga Khan III, y el Shah Karīm al-Ḥussayni, Aga Khan IV, quien en 1957 sucedió a su abuelo como el cuadragésimo noveno imán, los ismailíes nizaríes han entrado a la era moderna como una comunidad progresiva que cuenta con varios millones de seguidores, con altos estándares de educación y bienestar.

## Doctrina
Los ismailíes profesan doctrinas muy complejas, fuertemente influidas por el neoplatonismo. Los estudios recientes, basados en un análisis de las fuentes primarias, han mostrado que el pensamiento ismailí estuvo en constante interacción con corrientes bien conocidas de la filosofía, la teología y el misticismo islámicos, y hasta cierto punto fue influido por ellas. El intelecto humano se dedica a recuperar y divulgar lo que es interior u oculto (batin). Los sunitas que fueron hostiles a este movimiento o se opusieron a su postura filosófica e intelectual consideraron heréticos a los ismailitas e inventaron leyendas sobre ellos y sus enseñanzas. Los primeros estudios occidentales sobre filosofía islámica heredaron ciertos sesgos de las posturas antifilosóficas musulmanas medievales, que tendían a proyectar una imagen negativa del ismailismo, percibiendo su contribución filosófica como derivada de fuentes y tendencias "exteriores" al islam. Los estudios recientes, basados en un análisis más profundo de las fuentes primarias, proporcionan una perspectiva equilibrada y han demostrado que el pensamiento ismailí no es sino una de las muchas sectas místicas chítas que fueron muy populares en Basora y Medina en el siglo VIII. Hoy se considera inapropiado tratar el ismailismo como una escuela marginal dentro del pensamiento islámico; constituye, por el contrario, una rama filosófica significativa, entre otras, de la filosofía islámica. Para los ismailíes, el islam tiene dos principios complementarios: el exotérico o zahirí, representado por el Corán en su sentido literal y la Sharia, y el esotérico o batiní, personificado por el imam y la interpretación mística del Corán. Los ismailíes piensan que el Corán es una alegoría de un mensaje oculto que, a su vez, es alegoría de otro más oculto aún, y así sucesivamente hasta alcanzar siete niveles de esoterismo, el último de los cuales contiene la verdad suprema. 
Algo que también caracteriza el ismailismo es su teología singular. Sus partidarios ven a Dios como un concepto transcendental y abstracto, que no tiene un comportamiento humano, y consideran que los atributos que se le asignan corresponden a su esencia y no constituyen una descripción de la deidad. Su visión del tiempo es cíclica, en vez de lineal. Este concepto cíclico de la historia está a su vez relacionado con la noción del destino humano y se ilustra bien con la interpretación del relato coránico de la caída de Adán. Este drama en el cielo, como se explica en la escritura de al-Hamidi (595/1199) y otros, que incluye la estancia de Adán en el jardín, su tentación por Satanás y su posterior caída, tuvo lugar en un  mundo no material preexistente, el 'alam al-ibda'. Este Adán primordial se llama Adán ruhani, Adán espiritual. Utilizando el sistema cosmológico de los diez intelectos ya expuestos por Kirmani, este relato representa en la figura de Adán el estado del tercer intelecto en rango. El buen aspecto del "árbol" en el "jardín" al que se le prohibió acercarse es el estado del primer intelecto universal. Iblis, que es Satanás, es la representación del deseo de Adán de sobrepasar el estado que se le concedió. Esto lo llevó a sentir una ambición injusta, a desear igualarse en rango con sus superiores. El posterior castigo y la expulsión del jardín marcan la pérdida de su rango y de su preeminencia sobre los intelectos que estaban hasta entonces debajo de él. Se convierte en el décimo intelecto, pero busca a través del arrepentimiento recuperar su estado original. Al regresar a través de los intelectos que están sobre él, Adán, símbolo ahora de la humanidad, recupera su estado original. También es por esta razón que el Universo de Intelectos tiene como contrapartida en la tierra la jerarquía de la fe. Colectivamente, esta jerarquía representa el da'wa, la llamada, devolviendo al caído al camino verdadero y representando un paso en el proceso de "ascenso". La caída no es el preludio de la idea del "pecado original", sino la caracterización del proceso cósmico en el que los ciclos de la profecía y su posterior consumación restauran el verdadero orden de las cosas. El papel de la jerarquía es designar para Adán, como para toda la humanidad, el camino que se debe atravesar, los pasos que hay que dar para alcanzar el Intelecto Universal. Tal retorno representa el objetivo potencial que cada ser humano puede conseguir y por medio del cual se alcanza el reconocimiento apropiado de la Unidad de Dios y la sabiduría del proceso creativo. El estado al que se debe retornar es aquel en que Adán tuvo el conocimiento de lo que el Corán llama "los nombres, todos ellos" (II, 31), lo cual según los ismailíes significa la conciencia del haqa'iq, las verdades universales.

### Perspectivas sobre el Corán
Los ismailíes creen que el Corán le fue enviado a Mahoma a través del ángel Gabriel (Ŷibra’il en idioma árabe) a lo largo de 23 años. Creen que el Imán tiene la autoridad de interpretar el Corán en relación con los tiempos presentes.

### Ginans y Casidas
Los Ginans son textos religiosos nizaríes. Fueron escritos por Pirs (maestros o guías espirituales) en forma de poesía para interpretar los significados de las aleyas en los lenguajes del sur de Asia, especialmente guyaratí y urdu. En comparación con los Ginans, los ismailíes de otros orígenes, como los persas, árabes y las gentes de Asia Central, tienen casidas (árabe: قصيدة) escritas en persa por misioneros como Naser Josrow y Hassan-i Sabbah.

### Numerología
Los ismailíes creen que los números tienen significados religiosos. El número siete juega un papel general en la teología de los ismailíes, incluyendo especulaciones místicas acerca de la existencia de siete cielos, siete continentes, siete orificios en el cráneo, siete días en la semana, etcétera.

### Imanato
Los ismailíes creen que el Corán tiene dos niveles de significado, el zāhir (que significa ‘aparente’) y el bātin (que significa ‘oculto’). Para esta secta, el imán es la manifestación de la verdad y por tanto es su camino de salvación a dios.
La doctrina ismailí clásica sostiene que la revelación divina se había dado en seis periodos (daur) confiados a seis profetas, también llamados Natiq (hablantes), a quienes se les dio la misión de predicar una religión de ley para sus comunidades respectivas. Mientras los Natiq tenían que ver con los ritos y la forma externa de la religión, el significado interno es confiado a un Wasi (representante). Los Wasi conocerían el significado secreto de todos los ritos y reglas y se los revelarían a un pequeño círculo de iniciados.
Los Natiq y los Wasi son a su vez sucedidos por un linaje de siete Imanes, quienes guardan lo que recibieron. El séptimo y último imán en cualquier periodo se convierte en el Natiq del siguiente periodo. El último imán del sexto periodo, sin embargo, no trae una nueva religión de ley sino que en cambio sustituiría todas las religiones previas, derogaría la ley e introduciría din Adama al-awwal (“la religión original de Adán”) practicada por Adán y los ángeles en el paraíso antes de la caída, y que no contendría rituales o leyes sino que consistiría simplemente en que todas las criaturas alabarían al Creador y reconocerían su unidad. Este estado final es llamado Qiyamah.

### Pirs y Dawwa
Así como el Imán es visto por los ismailíes como la manifestación de la Luz creada antes que todo, durante el periodo entre los imanatos de Muhammad ibn Ismaíl y al-Madhi Billah, la relación entre maestro y estudiante se convirtió en sagrada y la posición de Dai o Da’i se convirtió en mucho más que un misionero normal. Los Dai comunicaban el conocimiento sagrado y oculto del imán al estudiante, quien podía entonces usar esa información para ascender a niveles más altos. Primero el estudiante amaba al Dai, y del Dai aprendía a amar al Imán, quien no era nada más que un intercesor en nombre de Dios. En el ismailismo nizarí, el Dai supremo es llamado Pir. El imán es el Pir en el ismailismo nizarí.

## Situación actual
Los modernos ismailíes, llamados a veces neoismailíes, son alrededor de 15 millones de personas y viven sobre todo en la India, Pakistán, en la región de Badajshán de Tayikistán y Afganistán, Siria y Yemen. 

### Nizaríes
La gran mayoría de la comunidad ismailí, los ismailíes nizaríes Qasim-Shahí, aceptan hoy día al Príncipe Karim Aga Khan IV, como su cuadragésimo noveno imán, y afirman que es descendiente de Mahoma a través de su hija Fátima y Ali, el primo y yerno de Mahoma. Por esta razón los nizaríes son con frecuencia llamados los Aga Khans. El cuadragésimo sexto imán ismailí, Aga Hassan ʻAlī Shah, escapó de Irán en los años 1840 tras ser culpado por un fallido golpe de Estado en contra del Shah de la dinastía kayar. Aga Hassan ʻAlī Shah se asentó en Bombay en 1848. Los imanes nizaríes han usado su poder desde el siglo XVIII para instituir reformas en el estatus y tratamiento hacia las mujeres de la comunidad, particularmente relacionadas con la independencia económica, la participación política, las oportunidades educativas, y las leyes matrimoniales y de divorcio, oponiéndose a los matrimonios arreglados y prohibiendo el matrimonio infantil y la poligamia, y legalizando el que las mujeres puedan solicitar el divorcio.

### Musta'líes
En cuanto a los Musta'líes, se produjo una disputa entre la India y Yemen respecto a la sucesión de los Da'i, y la comunidad se dividió y subdividió varias veces, cada una reconociendo un Dai diferente. Hoy día, los Bohras Da'udíes, que constituyen la mayoría de ismailíes musta'líes (alrededor de un millón de fieles) aceptan a Mufaddal Saifuddin como el quincuagésimo tercer Dāʿī al-Muṭlaq, y se encuentran en la India. En este mismo país se encuentra también un pequeño grupo de unos 8000 Bohras Alavíes, principalmente en la ciudad de Vadodara. Existen, además, grupos minoritarios de Sulaymaníes en Yemen y Arabia Saudita, que suman unos 300 000 fieles. En años recientes se ha producido un acercamiento y ha habido una reconciliación entre las sub-sectas Sulaymaní, Da'udí y Alaví.
Las sectas musta'líes son las más tradicionales de los tres grupos principales del ismailismo, y mantienen rituales como la oración y el ayuno de una manera más consistente con las prácticas de otras sectas chiíes. Se dice a menudo que se asemejan más al sunismo que incluso los imamíes, aunque esto se aplicaría solamente a cuestiones de rituales externos (zahir), y en casi nada a sus diferencias doctrinales o teológicas.

## Religiones derivadas

### Drusos
La religión drusa se originó en el seno del islam chií ismailí en el siglo XI en Egipto, durante el califato fatimí, como un movimiento de divinización del sexto califa fatimí, al-Hákim bi-Amrillah. Mientras que, desde cierta perspectiva, existe un nexo histórico entre los Drusos y los ismailíes, tales vínculos son puramente históricos y no implican similitudes doctrinales, puesto que uno de los fundamentos centrales de la doctrina drusa es la creencia en la transmigración de las almas (reencarnación), aparte de que la consideración divina de un personaje histórico es absolutamente rechazable para cualquier rama de islam. La doctrina drusa es una religión sincrética que combina dogmas y conceptos de diferentes fuentes religiosas y filosóficas, incluyendo la teología chií imamí, la doctrina ismailí, la filosofía griega (particularmente las vertientes neoplatónicas y gnósticas) y el sufismo islámico.